# Drive-in

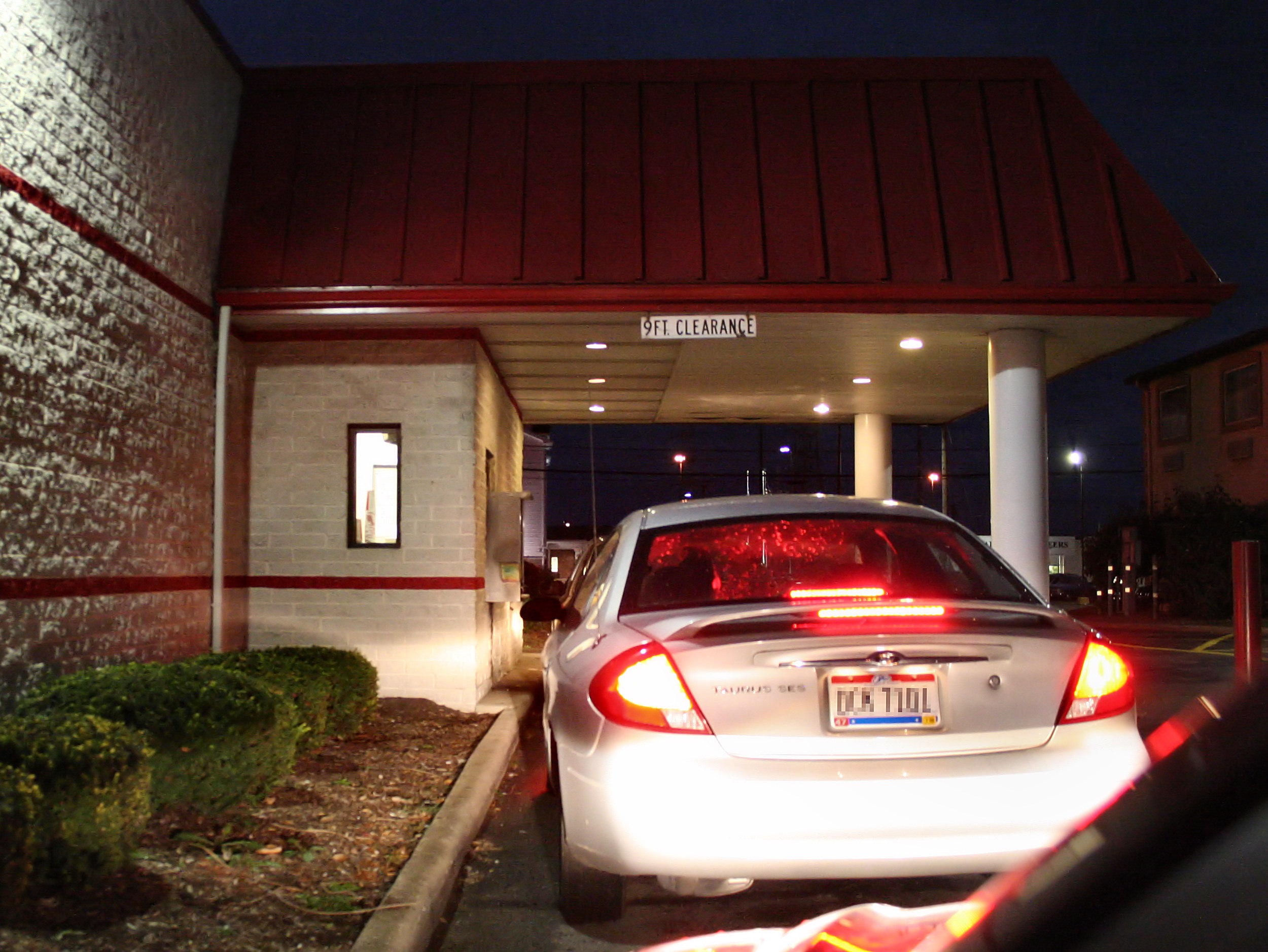
Una entrada a un restaurante de tipo drive-thru.

El drive-in (también denominado drive-through o drive-thru) (en español: autoservicio) es un tipo de establecimiento de negocios, que en la mayoría de los casos se trata de restaurantes de comida rápida. En este tipo de locales se puede ser servido sin la necesidad de salir del automóvil. El formato de este tipo de establecimiento se inventó en los años 40 en los EE. UU.

## Ejemplos de localesdrive-through
- Servicios de banca.
- Farmacias.(algunas cadenas hacen posible este servicio).
- Restaurantes (especialmente de comida rápida, tales como McDonald's o Frisby).
- Casamientos (existen capillas especiales para casarse en Las Vegas, en Estados Unidos).
- Supermercados.
- Pago de servicios diversos en locales habilitados para ello. Un Ejemplo es la CFE En México en donde casi muchos centros de servicio cercanos a avenidas importantes tienen máquinas habilitadas para acceder sin bajar del automóvil
- Bancos y servicios financieros diversos(Sobre todo con Cajeros automáticos accesibles por coche)
- Cafetería (Starbucks es uno de los ejemplos más claros en ubicaciones cercanas a avenidas importantes)
- Servicios Postales
- Licorerías. En este tipo de establecimientos solo se vende a mayores de edad con identificación. Dependiendo de las legislaciones locales puede estar o no prohibido este método, sobre todo en ciertos estados de Estados Unidos. También existen en diversos países de Europa, esto en conciencia a que solo pueden surtirse mas no consumir en el vehículo automotor
- Tiendas de Conveniencia. En ciertos lugares estas mismas tiendas también tienen venta directa al automóvil o inclusive por una ventanilla similar a la comida rápida
- Servicios Funerarios, donde los deudos pueden conducir, ver y ofrecer sus respetos a los restos de sus seres queridos a través de las ventanas especiales dispuestas para ese fin.[1][2]
- Servicios de revelado fotográfico. Algunos locales, sobre todo en Estados Unidos, ofrecen servicio de revelado de rollos fotográficos desde el auto,la marca de este servicio más conocida es Fotomat.